# Kermán megye

Kermán tartomány megyéinek elhelyezkedése

Kermán megye (perzsául: شهرستان کرمان) Irán Kermán tartományának kelti megyéje az ország középső, délkeleti részén. Kermán megye a tartomány legnagyobb területű és legnagyobb népességű megyéje.

## Fekvése
Északnyugaton Zarand megye és Rávar megye, északkeleten és keleten a Dél-Horászán tartományban lévő Nehbandán megye,  délkeletről a Szisztán és Beludzsisztán tartományban fekvő Záhedán megye, délről Fahradzs megye, Bam megye, Dzsiroft megye, délnyugatról Rábor megye, nyugatról Bardszir megye és Rafszandzsán megye határolják.

## Közigazgatási felosztása
Székhelye a  821 000 fős Kermán városa. Összesen tizenhárom város tartozik a megyéhez:  Kermán, a megye székhelye, Anduhdzserd, Bágin, Csatrud, Ehtijárábád, Golbáf, Dzsupár, Kázemábád, Máhán, Mohiábád, Rájen, Sahdád illetve Zangiábád. A megye lakossága több, mint 900 000 fő. A megye hat kerületet foglal magába, amely a Központi kerület, Máhán kerület, Csatrud kerület, Sahdád kerület, Golbáf kerület, illetve Rájen kerület.

## Fordítás
- Ez a szócikk részben vagy egészben  a   Kerman County című angol Wikipédia-szócikk ezen változatának fordításán alapul.  Az eredeti cikk szerkesztőit annak laptörténete sorolja fel. Ez a jelzés csupán a megfogalmazás eredetét és a szerzői jogokat jelzi, nem szolgál a cikkben szereplő információk forrásmegjelöléseként.